# Nordwand (Film)
Nordwand ist ein Spielfilm des deutschen Regisseurs Philipp Stölzl aus dem Jahr 2008. Das Bergsteigerdrama basiert auf den wahren Begebenheiten um den dramatischen Erstbesteigungsversuch der Eiger-Nordwand im Jahr 1936.
Die Erstaufführung erfolgte am 9. August 2008 im Rahmen des 61. Internationalen Filmfestivals von Locarno.

## Handlung
Als Erster die berühmt-berüchtigte Nordwand des Eigers zu bezwingen – im Sommer 1936 ist das der Traum vieler Bergsteiger aus ganz Europa. Auch die Gedanken der beiden Kletterer Toni Kurz aus Berchtesgaden und Andreas Hinterstoißer aus Bad Reichenhall kreisen – wobei Hinterstoißer die treibendere Kraft ist – um nichts anderes. Die beiden sind überzeugt, dass sie es schaffen können, auch wenn bereits zahlreiche Versuche an der 1800 m hohen „Mordwand“ tödlich endeten. Und mit der Erstbesteigung winkt nicht nur der ersehnte soziale Aufstieg, sondern auch olympisches Gold in Form des Bergsteigerpreises Prix olympique d’alpinisme.
Während der Vorbereitungen am Fuß der Nordwand treffen Toni und Andi überraschend auf Luise, die als Fotoreporterin an der Seite des nazitreuen Hauptstadt-Journalisten Arau über die Erstbesteigung berichten soll. Toni und Luise kennen sich seit ihrer Kindheit, jetzt bahnt sich eine Liebesbeziehung zwischen den beiden an. Aber auch der Sensationsjournalist Arau, ein Dandy und Lebemann, macht ihr Avancen, während die Seilschaft Toni und Andi in der Wand ist. Dicht hinter den beiden Berchtesgadenern ist eine österreichische Seilschaft unterwegs: Willy Angerer und Edi Rainer.
Zunächst läuft alles hervorragend, und beide Seilschaften kommen schnell voran.
Auf dem Gebirgspass Kleine Scheidegg wird das Geschehen von der Terrasse des Grand Hotels mit Fernrohren von zahlreichen Schaulustigen und der Weltpresse beobachtet – auch von Luise, die immer mehr erkennt, dass Toni ihre wahre Liebe ist. Doch bereits im unteren Wanddrittel wird der Österreicher Willy von einem Steinschlag am Kopf schwer verletzt. Willy besteht darauf weiterzuklettern und nachdem man seine blutende Wunde notdürftig verbunden hat, klettern die Männer weiter.
Die Katastrophe nimmt ihren Lauf, als das Wetter umschlägt. Die Temperaturen fallen tief unter den Nullpunkt, ein Schneesturm tobt im oberen Wandabschnitt, Lawinen gehen ab und treffen die Vierer-Seilschaft. Keiner hat Steigeisen dabei. Bereits im oberen Wanddrittel angelangt, stürzt Willy ins Seil und zieht sich einen offenen Beinbruch zu.
Ein weiterer Aufstieg ist mit dem Schwerverletzten unmöglich. Die vier Alpinisten werden zur Umkehr gezwungen. Willy muss im Sturm abgeseilt werden. Den Kampf ums Überleben verlieren schließlich alle, zuletzt Toni Kurz. Luise hatte sich aufgemacht, ihren Geliebten zu retten. Aus dem Stollenloch 3,8 mitten in der Wand (bei Kilometer 3,8 der Jungfraubahn gelegen) soll eine Rettungsmannschaft zu Toni vordringen. Sie kommen bis rund 40 Meter unterhalb seines Standortes.
Der geschwächte Toni, der bereits eine Hand wegen Erfrierungen nicht mehr verwenden kann, hat auch kein Seil mehr, das lang genug wäre, um die Retter unter ihm zu erreichen. So fertigt er nun aus seinen Seilen eine dünne Schnur, die er zu den Rettern herablässt. Daran binden diese ihr Seil fest, das Toni zu sich heraufzieht. Die Retter bemerken, dass auch ihr Seil nicht lang genug ist, und verknoten ein Verlängerungsseil, das bis auf wenige Meter zu ihnen herabreicht. Als Toni sich mit einer Hand abseilt, kommt er am Knoten des Verlängerungsseiles nicht mehr vorbei, da sich sein Abseilkarabiner verklemmt. Toni stirbt am Seil hängend vor den Augen der hilflosen Retter.

## Kritiken
- Die Tageszeitung Die Welt schrieb über die Premiere des Films: „Über 8000 Zuschauer hielten auf der Piazza Grande den Atem an. Grandios ein Triumph“.

- Der film-dienst dagegen bemängelte an Nordwand die mangelnde Distanz zur deutschen Geschichte und der politisch-propagandistischen Dimension des Genres:

„So richtig falsch hat Regisseur Stölzl eigentlich nichts gemacht, als er sich dem Bergfilm zuwandte und damit ein urdeutsches Filmsujet aufgriff. […] Er ist nicht der Versuchung erlegen, einen Heimatfilm zu inszenieren, sondern präsentiert einen lupenreinen Bergfilm in der Tradition von Arnold Fanck, Leni Riefenstahl und Luis Trenker – und genau hier liegt auch das Problem. ‚Nordwand‘ ist auf eigentümliche Weise und völlig ungebrochen seiner filmischen Erzählzeit verhaftet; der Film feiert Manneskraft und deutschen Heldenmut, Opferbereitschaft und Durchsetzungswillen. Hier soll ein übermächtiger Gegner gegen alle Vernunft bezwungen werden. Ein solcher Plot ist an sich zwar unverfänglich, doch wenn die Inszenierung alles Bodenständige betont und die beiden Protagonisten zu alpinen ‚Botschaftern Deutschlands‘ stilisiert, dann drängt sich unweigerlich ein Bezug zu jener ‚Blut und Boden‘-Mentalität auf, die man längst überwunden glaubte.“

- Noch kritischer äußert sich Rüdiger Suchsland im Filmmagazin artechock:

„Dieser ‚Bergfilm‘ leidet jedenfalls unter einer doppelten Belastung: Zum einen handelt es sich um einen Filmtypus, der, vorsichtig formuliert, ideologisch belastet ist, in Stölzls eigenen Worten ‚ein kontaminiertes Genre‘. Stölzl: ‚Für mich führt ein visueller roter Faden von Fancks Bergfilmen zu Riefenstahls ‚Triumph des Willens‘ (Propagandafilm über den Reichsparteitag der NSDAP). Man muss hier auch in aller Vorsicht erwähnen […], dass Stölzl eine gewisse, auch auf den zweiten Blick bemerkenswerte Faszination für die faschistische Ästhetik hat. Das zeigt sich zum Beispiel in seinen Musikvideos, etwa Du hast von der ebenfalls einschlägigen Band Rammstein und vor allem in Stripped, gleichfalls für Rammstein, in dem er Material aus dem Olympia-Film von Leni Riefenstahl verwendete. […] Völlig unkritisch käut man zudem die Nazi-Ideale von Kraft, Freude und deutschen Heldenmut, von Opferbereitschaft und Durchsetzungswillen gegen alle Vernunft wider […] Blut, Schweiß und Tränen, urdeutsche Härte am Berg und heroisches Sterben, Bodenständigkeit und Blasmusi verbinden sich zu einer 21. Jahrhundert-Variante des Heimatfilms, zu einer postmodernen Variante von ‚Blut und Boden‘-Kino.“

- Die Online-Filmkritik-Publikation critic.de betont einen anderen Aspekt:

„Ansonsten zeichnet Nordwand die meiste Zeit über ein gänzlich anderes Bild von der Natur. Sie ist wild, unberechenbar und lebensfeindlich. Der Aufstieg über die Eisfelder und steilen Felsvorsprünge der Eiger Nordwand fordert den Kletterkünstlern bald alles ab. Nachdem das Wetter plötzlich umschlägt und ein Mitglied der zunächst gegnerischen österreichischen Seilschaft durch einen Steinschlag schwer am Kopf verletzt wird, nimmt das Drama seinen Lauf. Fortan dreht sich alles um den ungleichen Kampf Mensch gegen Natur, der konsequenterweise nur einen Ausgang zulässt. Dabei bleibt die Kamera von Kolja Brandt stets ganz nah bei den Schauspielern, denen man ansieht, welche Strapazen der Dreh ihnen bisweilen bereitet haben dürfte. Rau und naturalistisch präsentiert sich Stölzls Film, wodurch er sich wohltuend von vergleichbaren, effektüberladenen Hollywood-Vertretern wie Vertical Limit (2000) abhebt.“

## Hintergründe
Die Dreharbeiten begannen am 17. April 2007 und endeten am 4. Juni 2007. Gedreht wurde an verschiedenen Originalschauplätzen, so etwa im Bräustüberl des Hofbrauhaus Berchtesgaden, in der Gebirgsjägerkaserne im Bischofswiesener Ortsteil Strub, in der Schweiz und in Österreich (u. a. am Dachstein). Daneben entstanden einige Nahaufnahmen der Schauspieler in einer zum Filmstudio umfunktionierten Lagerhalle für Tiefkühlware in Graz. Die Minusgrade in der Halle sorgten vor einem nachgebauten Stück Felswand in Kombination mit Wind- und Schneemaschinen für eine realistische Darstellung. Die Nahaufnahmen im Studio wurden mit realen Filmaufnahmen am Berg geschickt zusammengeschnitten, darüber hinaus kamen einige Greenscreen-Aufnahmen zum Einsatz, sowie Set-Erweiterungen, Ergänzungen und Wettereffekte mit Computer Generated Imagery.
Die Filmemacher sahen sich im Vorfeld zahlreiche Bergsteigerfilme an, dabei fiel ihnen der Film Sturz ins Leere als besonders realistisch auf. Deshalb entschied man sich, Regisseur Kevin Macdonald zu kontaktieren und ihn zu befragen, wie er diesen Realismus erreichen konnte, ohne Schauspieler ernsthaft zu gefährden. Kevin Macdonald brachte sie dann auf die Idee mit den Filmaufnahmen in einer Gefrierhalle.
Kinostart in der Schweiz war am 9. Oktober 2008, in Deutschland am 23. Oktober 2008 und in Österreich am 24. Oktober 2008.

## Unterschiede zwischen Film und Realität
| Nr. | Film | Realität |
| --- | --- | --- |
| 1   | Toni und Andi erreichen ihr am Tag zuvor eingerichtetes Materiallager und finden den Materialsack aufgerissen vor, die Steigeisen fehlen. | Die „Nacherzählung“ schreibt: „Da ist er! Zuerst tauchen seine Füße außen am Überhang auf, dann die Beine, der Körper, der Kopf. Eiszapfen hängen an den Steigeisen.“ Auch bei Joe Simpson hat Toni Steigeisen dabei. |
| 2   | Andi kämpft im Film im Wasserfallkamin mit dem Lawinenabgang, nach dem sie nicht über den Hinterstoißer-Quergang können. | Tatsächlich befindet sich der Wasserfallkamin nicht neben dem Quergang, sondern über 500 Meter weiter oben (siehe Bild); im Making-of von kinokino wird erläutert, dass wegen der Witterung ein Dreh an originaler Position nicht möglich war. |
| 3   | Nach dem Lawinenabgang und dem folgenden Sturz von Andi und des verletzten oder toten Willy hing Andi unter Willy und stieg wieder zu Willy auf. Rainer wurde durch das Seil mit den Stürzenden an den Seilhaken gezogen und schlug mit dem Kopf gegen den Felsen, was ihn tötete. Danach schnitt Andi sich und den (strangulierten) toten Willy selbst vom Seil, um Toni nicht zu gefährden (der Sicherungshaken lockerte sich im Film und hätte so auch Toni mit in den Tod gerissen). | Stattdessen waren Toni und Willy gestürzt. Andi war vermutlich schon zuvor in den Tod gestürzt und hing nicht an dem Seil. |
| 4   | Toni steht die ganze Nacht angelehnt auf einem kleinen Felsvorsprung und wartet auf die Retter. | Toni hing die ganze Nacht am Seil mit dem toten Willy unter sich. Durch Regen oder Schmelzwasser waren sein Seil und seine Bekleidung mit einem „Eisfilm“ überzogen. An den Steigeisen hingen Eiszapfen. Die Rettungsmannschaft gab Toni den Rat, Willy unter sich abzuschneiden und zu dem einzigen Haken hochzuklettern (an dem der tote Rainer hing), um dort das Seil aufzudröseln. |
| 5   | Die Rettungsmannschaft knotete ein 30m-Seil und noch ein zu kurzes Restseilstück an Tonis Rettungsschnur. (Filmtext: „[…] dann muss er halt die letzten Meter springen.“) Jeder der Film-Retter hatte ein langes Ersatzseil über der Schulter hängend dabei. | Tatsächlich waren es zwei 30m-Seile. „Er rüttelt daran, der Knoten muß doch irgendwie durchgehen. Zwecklos. Glatthard bindet ein Messer ans Seil. ‚Zieh das Messer zu dir, Toni, und schneide das Seil über dem Knoten ab!‘ Toni wird zwar ein paar Meter tief in den Schnee fallen, aber die Führer haben ihn ja sicher am Seil, der Knoten im Karabiner wird halten.“                 |
| 6   | Tonis Freundin Luise ist am Stollenloch dabei. | Sie hieß Luise Brüller, kam aus Königssee und war nicht mit am Berg. Laut Philipp Stölzl wurde Luise Fellner bewusst erfunden. |
| 7   | Im Film ist (am 19. Juli 1936) der Vollmond zu sehen. | Tatsächlich war am 18. Juli 1936 aber Neumond. |
| 8   | Im Film stoßen die vier Bergsteiger auf eine unter Schnee verborgene Leiche und vermuten, dass es sich um einen „der Kameraden aus München“ handelt, die seit dem Besteigungsversuch 1935 in der Wand verschollen sind. | Es ist nicht überliefert, ob die vier Bergsteiger bei ihrem Besteigungsversuch einen Toten gefunden haben. Tatsächlich wurde die Leiche von Max Sedlmayr im August 1936 am Fuße der Wand gefunden. Die sterblichen Überreste von Karl Mehringer wurden erst im Jahr 1962 entdeckt. |

## Auszeichnungen
- Deutscher Filmpreis 2009: Der Film gewann einen Preis in der Kategorie Beste Kamera/Bildgestaltung und Beste Tongestaltung und war zudem in der Kategorie Bestes Szenenbild nominiert.[14]
- Bei der Verleihung des Preis der deutschen Filmkritik 2008 gewann der Film jeweils eine Auszeichnung in der Kategorie Bestes Drehbuch und Beste Kamera.[15]